# Skyline 18
Lo Skyline 18 è un grattacielo di Brescia. I suoi 80 metri di altezza ne fanno il terzo grattacielo più alto della città.

## Storia
La costruzione avvenne tra il 2010 e il 2013, per il costo di 50 milioni di euro.

## Descrizione
Il progetto è stato firmato dall'architetto Pier Paolo Maggiora, affiancato dallo Studio ArchA.

### La struttura
L'edificio si innalza per un totale di 80 metri da terra a fianco del centro commerciale Freccia Rossa, ospitando 53 appartamenti, 14 unità direzionali e 5 unità commerciali. I materiali prevalenti sono l'acciaio e il vetro, che funge da rivestimento esterno. La struttura vanta in totale 200 parcheggi.